# Aeroportul Internațional Billings Logan
Aeroportul Internațional Billings Logan (IATA: BIL, ICAO: KBIL, FAA LID: BIL) este un aeroport din Billings, Comitatul Yellowstone, Montana, Montana, Statele Unite ale Americii ce deservește zona Billings. Aeroportul a fost tranzitat în 2019 de 937.776 de pasageri. A fost deschis în 1928 și numit după zona deservită.
Situat la o altitudine de 1.113 m, aeroportul dispune de 3 piste.

## Infrastructură

### Piste
Aeroportul dispune de 3 piste: 
- pista 07/25 din asfalt, cu dimensiunile 5.501 picioare × 75 picioare
- pista 10L/28R din asfalt, cu dimensiunile 10.518 picioare × 150 picioare
- pista 10R/28L din asfalt, cu dimensiunile 3.801 picioare × 75 picioare